# Gello (Pistoia)
Gello è una frazione del comune di Pistoia, in Toscana.

## Geografia
Gello si trova ai piedi della Montagna pistoiese. È inquadrato a nord-est dalla riva destra del Vincio di Brandeglio, a est dalla riva destra dell'Ombrone pistoiese, a nord-ovest dal bacino della Giudea e a sud dalla campagna confinante con la frazione di San Giorgio. La frazione fa parte della ex-cortina di Porta al Borgo, oggi rione di Pistoia.

## Storia
Il memoriale del vescovo Ildibrando ricorda nel 1132 alcune terre in Gello. Secondo il Liber Focorum, nella prima metà del secolo XIII, Gello fu uno dei comuni rurali del districtus pistoiese.

## Monumenti e luoghi d'interesse
- Chiesa di Santa Maria Assunta, attestata dal 1166.[1][2]
- Ponte Asinaio, che collega la riva destra del Vincio di Brandeglio alla sua riva sinistra percorrendo la via vecchia montanina.